# Limnodromus griseus
La becasina piquicorta o becasina chica (Limnodromus griseus) es un ave limícola playera migratoria, de la familia Scolopacidae.

## Distribución
Migra entre Norteamérica, Centroamérica, las Antillas y Sudamérica, en hábitat muy variados, que van desde la tundra en el norte, hasta estanques y marismas en el sur, incluyendo playas arenosas, costas lodosas, manglares, lagunas y humedales de agua dulce. Abandonan completamente sus áreas de reproducción cubiertas de nieve durante el invierno del hemisferio norte y marchan al sur alcanzando desde la región del Caribe hasta Brasil.

## Alimentación
Se alimenta principalmente de invertebrados, a menudo por el rápido sondeo con su pico en el barro, a la una manera máquina de coser. Consumen crustáceos, moluscos, semillas e insectos acuáticos.

## Descripción
Mide en promedio 28 cm de altura. Su pico es largo y recto, con una longitud entre 6,3 y 6,8 cm. En época reproductiva el dorso presenta plumas marrón acanelado, manchado en las alas y estriado en la cabeza, parte posterior del pecho y el cuello. Tiene una banda ocular negruzca y una superciliar blanca; el vientre es rojo ladrillo con unos pocos puntos en los lados y barras en flancos.
En la época no reproductiva, el dorso es gris pardusco y el vientre blanco con algunas barras oscuras en los flancos.
La cola siempre es blanquecina con barras negruzcas. En vuelo es posible ver rabadilla blanca continuada como una cuña en la espalda; también una margen trasera blanquecina del interior del ala. Las patas son amarillas a verdosas.
Se parece bastante a la becasina piquilarga (Limnodromus scolopaceus) y las dos fueron consideradas como si fueran la misma especie, hasta 1950. No es fácil diferenciarlas en campo, pero se distinguen por sus vocalizaciones totalmente diferentes,  notoriamente más suaves en las becasinas piquicortas y, porque las plumas terciarias de la piquicorta son muy manchadas mientras que en la piquilarga son de color uniforme, en tanto que el estriado de las coberteras supracaudales es más grueso en la piquicorta. La diferencia de longitud de los picos no es un criterio muy confiable de identificación, porque hay picos de diferente largo en cada especie.

## Subespecies
- L. g. griseus de vientre blanco y lados rayados, anida al norte de Quebec.
- L. g. hendersoni vientre rojizo y lados moteados, anida en el centro norte de Canadá.
- L. g. caurinus vientre blanco, pecho muy manchado y barras gruesas a los lados, anida al sur de Alaska.

## Reproducción
Anida en el suelo, generalmente cerca del agua. Sus nidos se encuentran en depresiones poco profundas, entre montones de hierba o musgo, que están alineados con finas hierbas, ramas y hojas. La hembra pone 4 y a veces 3 huevos, color oliváceo a marrón. 
La incubación dura 21 días, hecha por ambos sexos. Los machos señalan el territorio realizando planeos con señales acuáticas.
Los roles de los padres no son bien conocidos, pero se ha observado que la hembra abandona el sitio reproductivo primero y deja al macho cuidando a los polluelos, que encuentran sus propios alimentos. Las aves juveniles suave abandonan el nido poco tiempo después de la eclosión.